# Gonzalo Castro
Gonzalo Castro Montilla (* 11. června 1987 Wuppertal) je bývalý německý profesionální fotbalista španělského původu, který hrával na pozici středního záložníka. Svoji hráčskou kariéru ukončil v létě 2022, kdy mu skončila smlouva s Arminií Bielefeld. V roce 2007 odehrál také 5 utkání v dresu německé reprezentace.

## Klubová kariéra
V 17 letech debutoval za A-tým Bayeru Leverkusen.
V létě 2015 přestoupil do Dortmundu.
V roce 2018 byl koupen Stuttgartem za 7 milionů eur.
Ve Stuttgartu se stal kapitánem mužstva a proti Mohuči (Mainzu) 29. ledna 2021 odehrál svůj 400. zápas v nejvyšší německé lize, Bundeslize.

## Reprezentační kariéra
Nastupoval za německé mládežnické reprezentace.
Trenér Horst Hrubesch jej nominoval na Mistrovství Evropy hráčů do 21 let 2009 konané ve Švédsku, kde mladí Němci získali svůj premiérový titul v této kategorii.

## Úspěchy
Bayer Leverkusen
- 1. Bundesliga

Německo U21
- Mistrovství Evropy do 21 let
  - 1. místo (2009)